# دور (بلژیک)
شهر دور (به فرانسوی: Dour) در شهرستان من  در استان انو  در منطقه فدرال والوون در کشور بلژیک واقع شده‌است.